# War Manpower Commission
La War Manpower Commission était une agence du gouvernement fédéral des États-Unis créé pendant la Seconde Guerre mondiale chargée de la planification de l'équilibre des besoins en main-d'œuvre entre l'agriculture, l'industrie et les forces armées. Elle a été créée par le Président Franklin D. Roosevelt le 18 avril 1942. Son premier président était Paul V. McNutt, directeur de la Federal Security Agency (en).